# فوربس 30 تحت الـ30
فوربس 30 تحت الـ30 هي عبارة عن مجموعة من قوائم الأشخاص الذين تقل أعمارهم عن 30 عامًا والتي تصدر سنويًا عن مجلة فوربس وبعض إصداراتها الإقليمية. تعترف القوائم الأمريكية بـ 600 شخصية تجارية وصناعية، مع اختيار 30 شخصية في عشرين صناعة لكل منها. تحتوي كل من آسيا وأوروبا أيضًا على عشر فئات بإجمالي 300 لكل منهما، بينما يوجد في إفريقيا قائمة واحدة من 30 شخصًا.

## التاريخ
أطلقت فوربس قائمتها الثلاثين تحت سن الثلاثين في عام 2011 تحت إشراف راندال لين. بحلول عام 2016، وصلت ترشيحات القائمة إلى أكثر من 15000، مع اختيار محرري فوربس 30 فائزًا لكل فئة من 20 فئة.
بمرور الوقت، وسعت فوربس الميزة لإنشاء قوائم قارية لآسيا، أوروبا (أطلقت في عام 2016)، وأفريقيا.

## روابط خارجية
- الموقع الرسمي